# PEACE!/MARRY ME?
「PEACE!/MARRY ME?」（ピース/マリー・ミー）は、1997年10月22日にリリースされたDREAMS COME TRUEの21stシングル（両A面シングル）。

## 概要
- ｢LOVE LOVE LOVE/嵐が来る｣、｢ROMANCE/家へ帰ろ｣、｢そうだよ/誘惑｣で4連続 両A面シングルになった。
- ヴァージン・レコード・アメリカ（日本では東芝EMI）移籍後初めてのシングル。
- 2曲とも後に9thのアルバム『SING OR DIE』に収録。
- 「PEACE!」で『第48回NHK紅白歌合戦』にも出演。
- 歌詞に出てくる「頬に指」を図解したイラストは、相原コージによるもの。
- 「MARRY ME?」は、ビビアン・スーがLIL'VIV名義でがカバーしている（後述）。
- 2004年、堂本剛の熱烈オファーを受けて、「MARRY ME?」のアンサーソングとして「ね、がんばるよ。」がKinKi Kidsに提供されている。

## オリジナルシングル収録曲
1. PEACE!
  - 作詞：吉田美和、作曲・編曲：中村正人
2. MARRY ME?
  - 作詞：吉田美和、作曲・編曲：中村正人

## 収録アルバム
PEACE!
- SING OR DIE(1997年11月15日、通常版とシークレットトラックにWORLDWIDE VERSION)
- SING OR DIE -WORLDWIDE VERSION-(1998年7月16日)
- SING OR DIE 2002:monkey girl odyssey tour special edition(2002年3月29日)
- DREAMANIA DREAMS COME TRUE 〜SMOOTH GROOVE COLLECTION〜(2004年1月9日)

MARRY ME?
- SING OR DIE(1997年11月15日)
- SING OR DIE -WORLDWIDE VERSION-(1998年7月16日)
- UPU 本家のヨメ / オリジナル・ドラマ・トラックス / CALLING OF A MIRACLE(2001年11月7日、performed by lil’ viv)
- SING OR DIE 2002:monkey girl odyssey tour special edition(2002年3月29日)
- DREAMAGE-DREAMS COME TRUE “LOVE BALLAD COLLECTION”(2003年12月17日)
- DREAMS COME TRUE THE ウラBEST! 私だけのドリカム (2016年7月7日、シングルと若干異なるロングバージョン)

## ビビアン・スー（LIL'VIV）のシングル「MARRY ME?」
ビビアン・スーによる「MARRY ME?」は、LIL'VIV（リル・ヴィヴ / リルビブ）の名義で、2001年11月7日にEMIミュージック・ジャパンから12センチCD（規格品番：TOCT-4336）形式でシングルが発売された。

### ビビアン・スー版解説
ビビアンが主演したテレビドラマ『本家のヨメ』（YTV・NTV系）の主題歌に使用された。カップリング曲「あなたにサラダ」もDREAMS COME TRUEのカバーで、DREAMS COME TRUEの中村正人がプロデュースを担当している。
原曲の3連リズムが、4拍子系リズムに変えられている。

### ビビアン・スー版シングル収録曲
1. MARRY ME? [4:15]
  - 作詞：吉田美和、作曲・編曲：中村正人
  - テレビドラマ『本家のヨメ』主題歌
2. あなたにサラダ (feat.D-THE 369) [4:05]
  - 作詞・作曲：吉田美和、編曲：中村正人
  - 『本家のヨメ』挿入歌
3. MARRY ME? (instrumental) [4:13]